# Бутаналь
Бутана́ль (масляний альдегід, бутилальдегід) — органічна сполука з формулою CH3(CH2)2CHO, аліфатичний альдегід, ізомер бутанону. Це безбарвна горюча рідина з гострим запахом, змішується з більшістю органічних розчинників.

## Отримання
Бутаналь отримують майже виключно за допомогою гідроформілювання пропілену:
CH3CH=CH2  +  H2  +  CO   →   CH3CH2CH2CHO
Традиційно, гідроформілювання каталізували октакарбонілдикобальтом, а пізніше родієвими комплексами трифенілфосфану.

## Застосування
Бутаналь використовують для виготовлення прискорювачів вулканізації. Також в якості сировина для виробництва синтетичних духмяних речовин.

## Безпека
Бутаналь може засвоюватися організмом шляхом вдихання парів та ускладнювати дихання. Він викликає подразнення очей та шкіри. Пари важче за повітря, тому можуть поширюватися через ґрунт. Він також може утворювати пероксиди вибухових речовин.